# Qasr Kharana

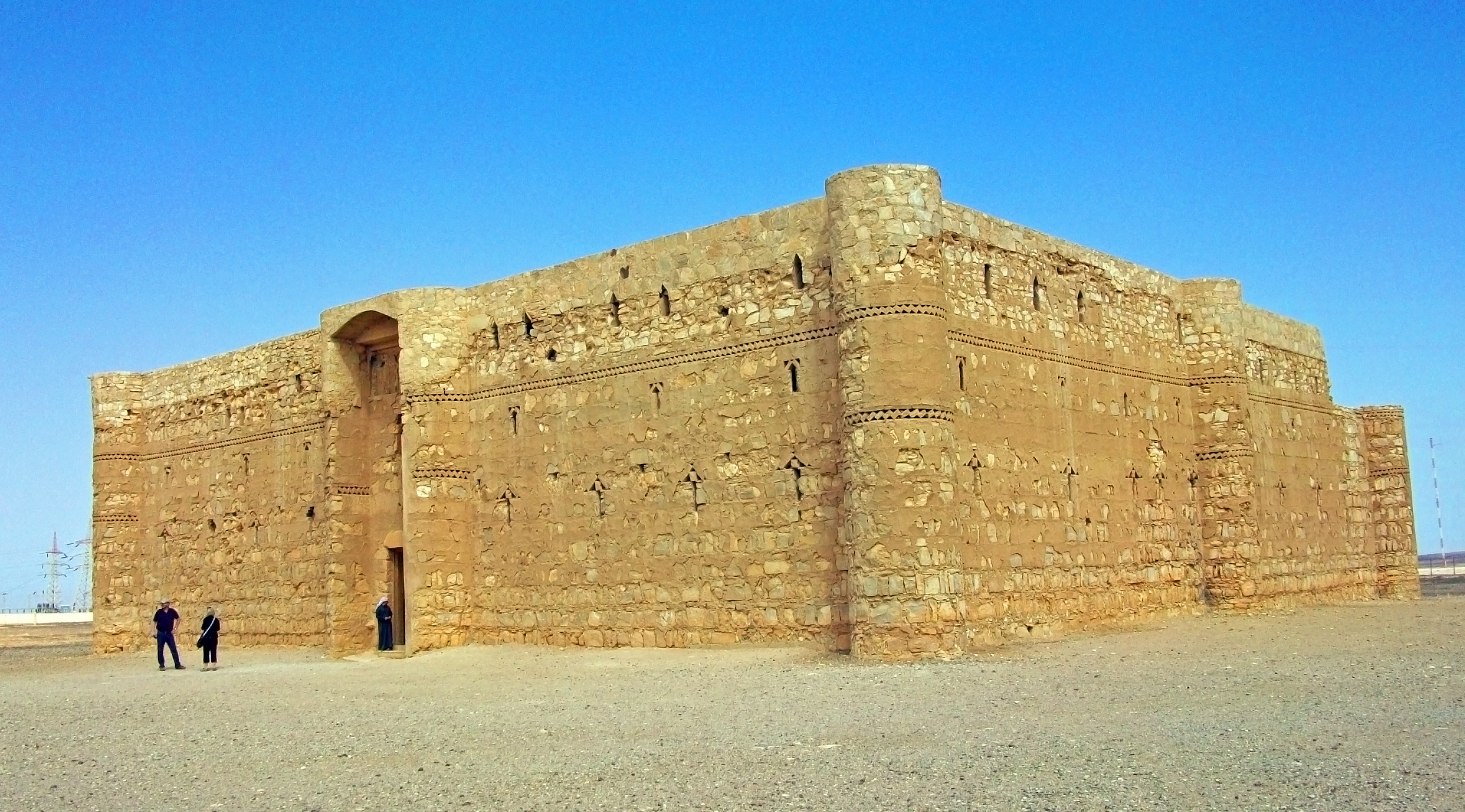
Vista exterior del castillo de Qasr al-Jarana

El Qasr Kharana, también llamado Qasr al Harrana, Qasr al-Jarana, Kharanah, Kharaneh o Hraneh es uno de los llamados castillos del desierto que hay al este de Amán, en Jordania. 

## Arquitectura
El Qasr al-Jarana se encuentra a unos 60 km al sudeste de la capital, en medio de una llanura desértica, sobre una pequeña loma de 15 m de altura, cerca de la autopista 40, que une Amán con Azraq. Es uno de los primeros castillos construidos por los omeyas en esta región, y aun así se encuentra muy bien conservado, destacando en medio de la estepa desértica con su forma cúbica, de cuatro lados y torres en las esquinas que no superan la altura de las paredes, además de torres semicirculares en el centro de cada fachada y una entrada única. Está hecho con piedras de arenisca unidas con mortero.

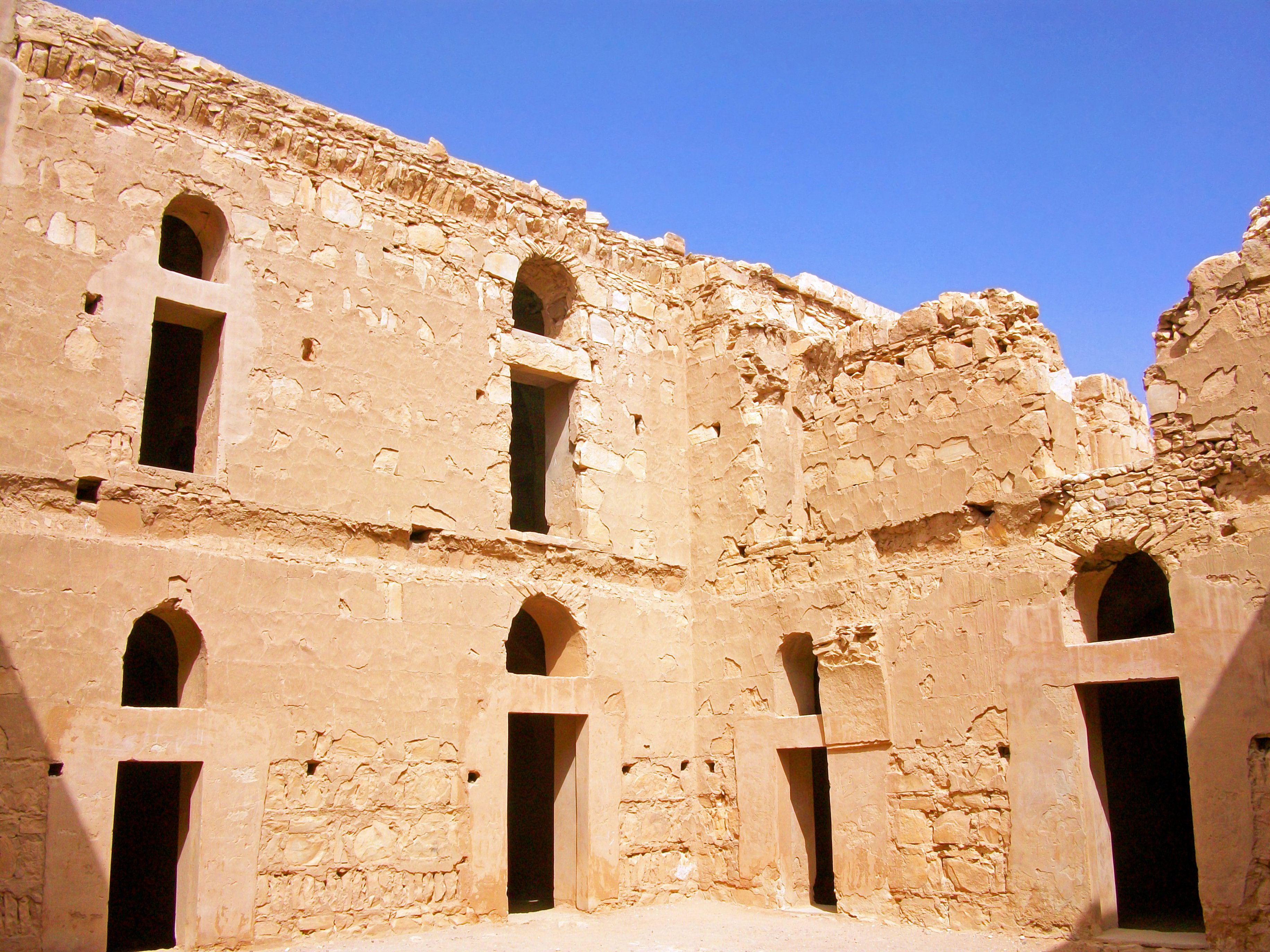
El patio

La planta, cuadrada, tiene unos 35 metros de lado (1.225 metros cuadrados) y en su interior hay un patio rodeado por dos pisos con sesenta dependencias, la mayoría rectangulares, con techos abovedados y formados por semicúpulas sobre pilastras adosadas. La decoración es limitada, sólo sobre la puerta de entrada hay estuco y se aprecian dientes de sierra en los arcos. Un dibujo en una de las habitaciones superiores muestra influencias sasánidas.

## Historia
Al parecer se construyó en dos fases; la primera entre 661 y 684, y la segunda en torno a 710, época del grafito que hay en las escaleras superiores, por el califa omeya Walid I. Es probable que en este lugar hubiera una construcción anterior griega o bizantina.
A pesar de denominarse castillo, sus funciones no están claras, ya que no parece haber tenido uso militar y las rendijas que existen en las paredes de muchas habitaciones no son aspilleras sino que sirven para ventilación. Parece más bien un palacete y podría haberse usado como caravasar para descanso de los viajeros, pero no hay fuentes de agua corriente y no se encuentra en ninguna ruta conocida.

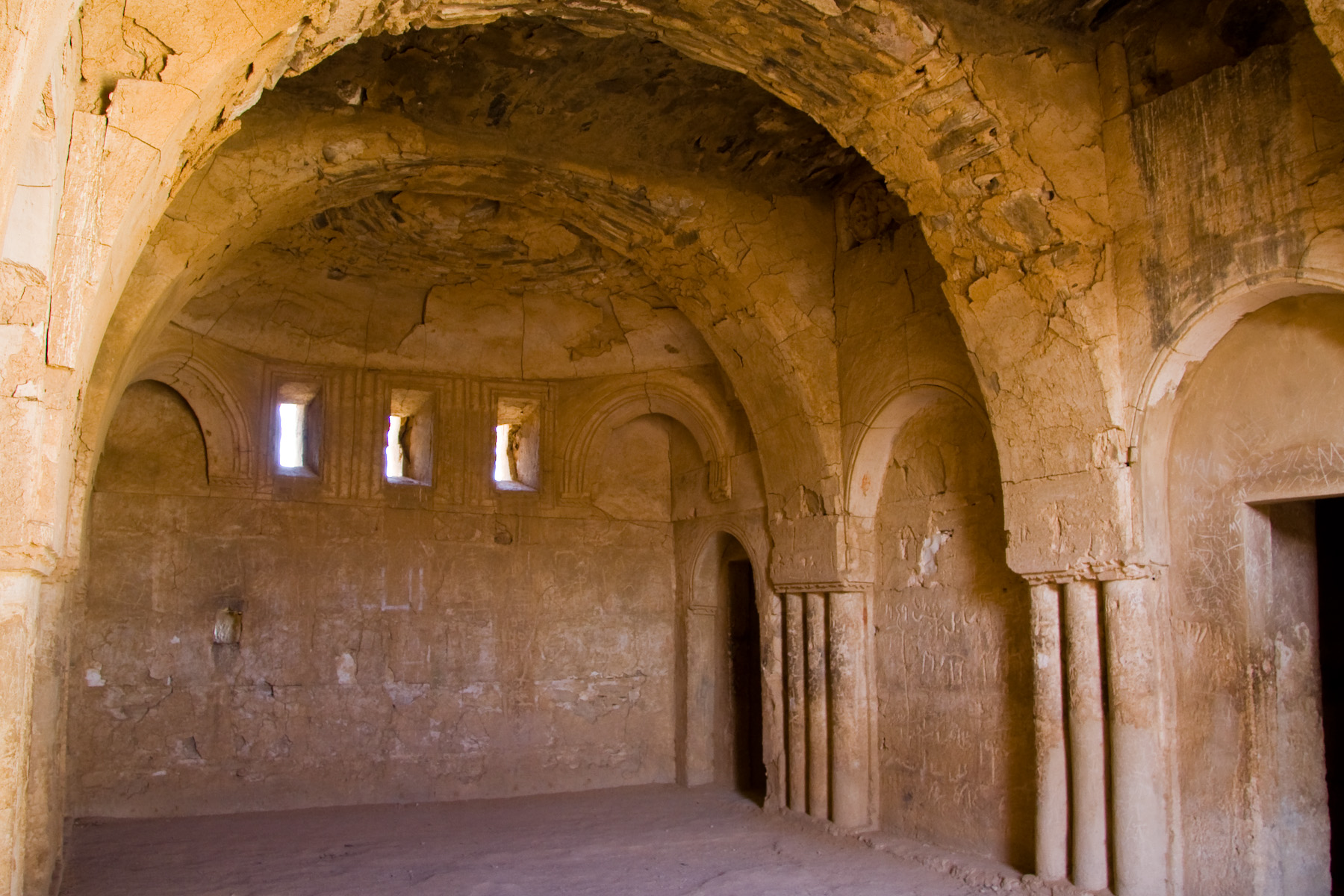
Interior del Qasr Kharana, mostrando las influencias sasánidas.

En los últimos siglos el castillo fue abandonado y dañado por diversos terremotos. Fue redescubierto por el explorador austro-checo Alois Musil en 1901 y reconstruido a partir de 1970 bajo la supervisión del arqueólogo Stephen Urice. 
El castillo puede visitarse por completo, aunque en el piso superior hay que tener cuidado en las escaleras y no se puede ascender al tejado.